# Фелікс Австрійський
Фелікс фон Габсбург (повне ім'я при народженні: Фелікс Фрідріх Август Марія фом Зіґе Франц Йозеф Петер Карл Антон Роберт Отто Пій Міхаель Бенедикт Себастіан Ігнатій Маркус д'Авіано; 31 травня 1916, Відень, Австро-Угорщина — 6 вересня 2011, Мехіко, Мексика) — син останнього імператора Австро-Угорщини Карла I та імператриці Зіти, член родини Габсбургів-Лотаринзьких. Молодший брат Отто фон Габсбурга.

## Життєпис

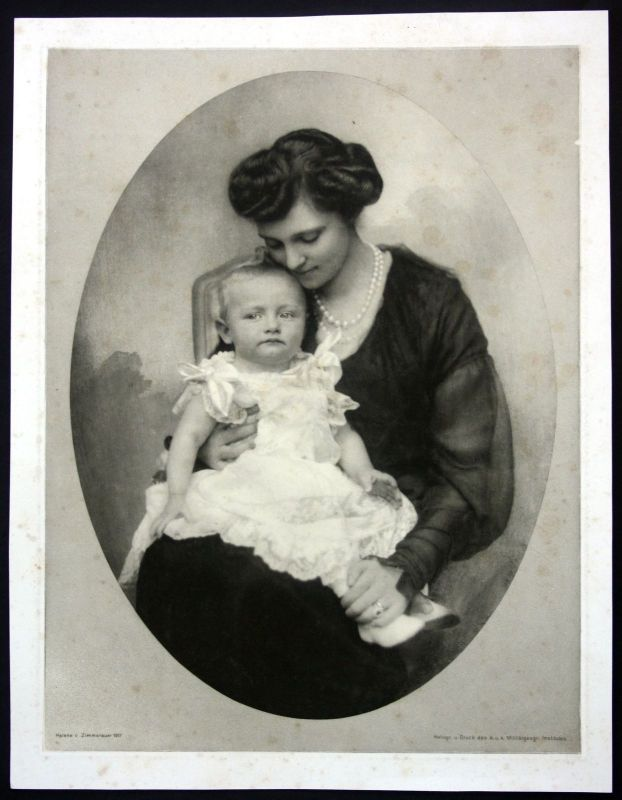
Імператриця Зіта та ерцгерцог Фелікс. Фотографія 1917 року

Ерцгерцог Фелікс народився 31 травня 1916 року в палаці Шенбрунн у Відні. Третій син ерцгерцога Карла, наступника престолу Австро-Угорщини (з листопада 1916 — імператора Карла I), та Зіти Бурбон-Пармської.
Після розпаду Австро-Угорщини в листопаді 1918 року родина імператора Карла I пішла у вигнання й проживала у Швейцарії, а потім — на португальському острові Мадейра в Атлантичному океані. Після смерті Карла I в 1922 році родина проживала в Бельгії. Там він вивчав право у Лувенському університеті.

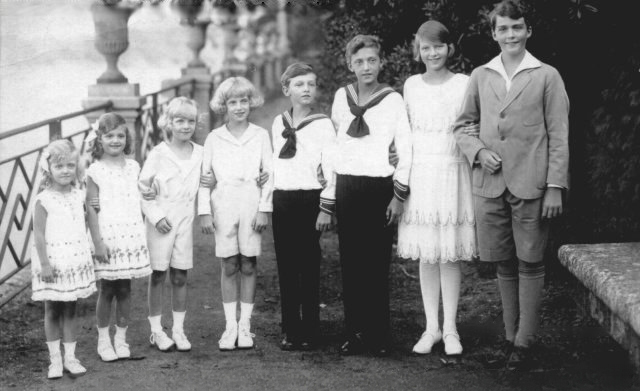
Діти Карла I та Зіти Бурбон-Пармської. Ерцгерцог Фелікс четвертий справа. Фотографія близько 1926 року

Восени 1937 року ерцгерцог Фелікс повернувся до Австрії та вступив до Терезіанської військової академії у Вінер-Нойштадті, отримав звання офіцера в Армії Австрії. Після аншлюсу Австрії у березні 1938 року Фелікс із сестрою Адельгейдою та ерцгерцогом Ойгеном втік з країни через кордон із Чехословаччиною.
На момент початку Другої світової війни Фелікс перебував на Всесвітній виставці в Нью-Йорку разом зі своїм дядьком — Феліксом Бурбон-Пармським. Пізніше з братом Карлом Людвігом служив у 101-му піхотному батальйоні Армії США, сформованому для австрійців, однак участі у бойових діях не брав. Перед від'їздом президента США Франкліна Рузвельта на Тегеранську конференцію ерцгерцог Фелікс намагався переконати його не віддавати Центрально-Східну Європу до сфери впливу СРСР.
Фелікс та його брат Карл Людвіг стали єдиними з родини Габсбургів, що не підписали відмову від спадкових прав на австрійський престол, що міг би дати їм право на австрійське громадянство. 1989 року Феліксові дозволили ненадовго в'їхати в Австрію, щоб долучитися до похорону своєї матері — імператриці Зіти. Однак він покинув країну увечері того ж дня. Коли 1996 року Австрія стала членом ЄС і пропускні пункти на в'їзді в країну припинили діяти, ерцгерцог Фелікс таємно приїхав до Відня й дав пресконференцію ЗМІ. Хоча австрійський уряд спершу наголосив на незаконності перебування ерцгерцога в країні, пізніше було досягнуто угоди, за якою він проголосив вірність республіці й отримав австрійське громадянство.
Разом з братом Карлом Людвігом ерцгерцог Фелікс безуспішно намагався повернути володіння династії Габсбургів, конфісковані й націоналізовані 1919, а згодом 1938 року.
У Мехіко, столиці Мексики, та Брюсселі ерцгерцог Фелікс активно займався бізнесом, відкрив кілька успішних компаній та працював маркетинговим консультантом. Разом з братом Рудольфом був патроном Готського альманаху.

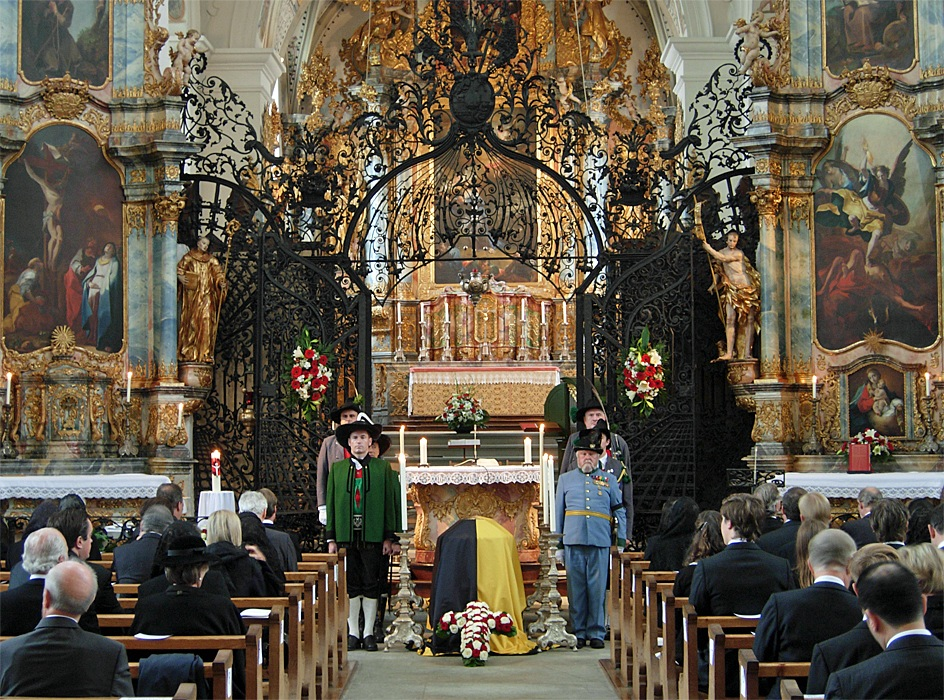
Церемонія прощання з Феліксом фон Габсбургом в абатстві Мурі, Швейцарія

Фелікс Габсбург помер у Мехіко 6 вересня 2011 року. Похований в монастирі Мурі у Швейцарії, де поховано також серця батьків ерцгерцога.

## Шлюб та діти
18 листопада 1952 року в Больє-сюр-Мер, Франція, Фелікс фон Габсбург одружився з бельгійською принцесою Анною-Ежені де Аренберг (1925—1997). У шлюбі народилося семеро дітей:
- Марія дель Пілар (нар. 18 жовтня 1953;
- Карл Філіпп (нар. 18 жовтня 1954;
- Кінґа Барбара (нар. 13 жовтня 1955;
- Раймонд Йозеф (28 січня 1958 — 24 квітня 2008);
- Міріам Адельгейд (нар. 21 листопада 1959);
- Іштван Франц-Леопольд (нар. 22 вересня 1961);
- Вірідіс Алуїза (нар. 22 вересня 1961).

## Титул
- Його Імператорська і Королівська Високість Ерцгерцог Фелікс Австрійський, імператорський принц Австрії, королівський принц Угорщини та Богемії[19] (1916—1918)

## Нагороди
- Орден Золотого руна
- Кавалер Мальтійського ордену[18]